# Crni urlikavac
Crni urlikavac (lat. Alouatta caraya) je vrsta primata iz porodice hvataša. Živi u sjeveroistočnoj Argentini, istočnoj Boliviji, istočnom i južnom Brazilu i Paragvaju

## Izgled
Crni urlikavac je relativno velik i zdepasto građen majmun. Mužjaci su dugi 50-66 centimetara, a prosječno teški 6,7 kilograma. Ženke su duge oko 48 centimetara i teške otprilike 4,4 kilograma. Samo su odrasli mužjaci crne boje, dok je ženkama i mladuncima oba spola krzno zlatno do smećkasto-žuto.

## Ponašanje
Dnevna je životinja, a najveći dio dana provodi odmarajući na granama drveća. Rijetko skače i sporo se kreće. Živi u društvenim skupinama sastavljenim od 5 do 8 (ponekad čak i 19) jedinki. Biljojed je, najčešće jede lišće. Ovisno o godišnjem dobu, ponekad jede i plodove i pupoljke.

## Razmnožavanje
Nakon oko 190 dana gestacije, ženka obično rodi jedno mladunče, koje je teško oko 125 grama, a boja krzna mu je zlatno-žuta. Majka o njemu brine otprilike godinu dana. Ako je mužjak, tada napušta rodnu skupinu, dok ženke u njoj ostaju tijekom cijelog života.